# Cnemidaria mutica
Cnemidaria mutica là một loài thực vật có mạch trong họ Cyatheaceae. Loài này được (H. Christ) R.M. Tryon mô tả khoa học đầu tiên năm 1970.